# Fiat Punto S1600
 (avril 2023).
Si vous disposez d'ouvrages ou d'articles de référence ou si vous connaissez des sites web de qualité traitant du thème abordé ici, merci de compléter l'article en donnant les références utiles à sa vérifiabilité et en les liant à la section « Notes et références ».
Chronologie des modèles (2000 - 2005)
Abarth Grande Punto S2000

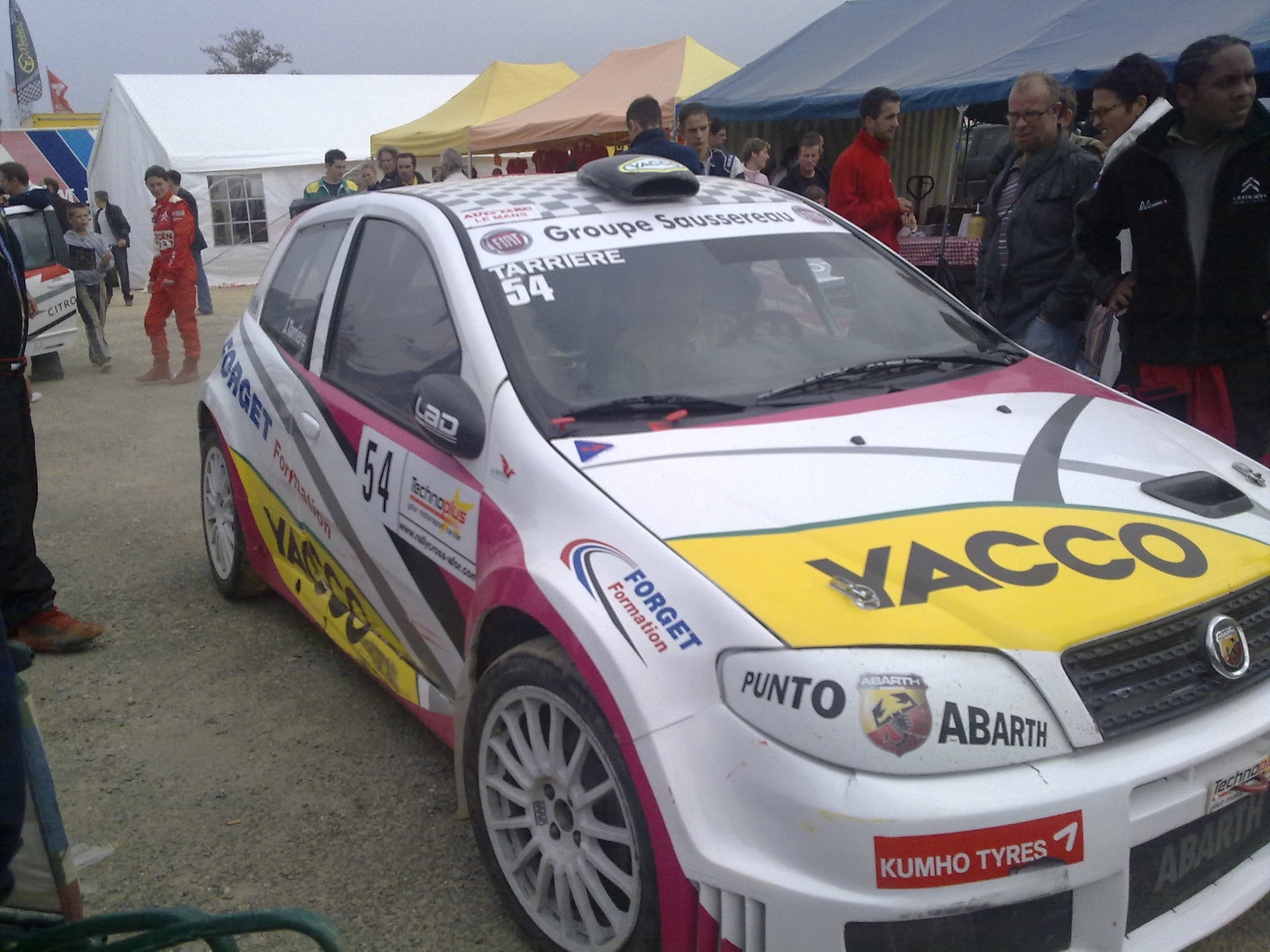
La dernière version Fiat Punto S1600 Abarth

Peu après le lancement de la Fiat Punto seconde série ZFA 188 en 1999, Fiat décide d'aider les jeunes pilotes en leur proposant en milieu de saison 2000, une voiture homologuée en Groupe A Super 1600 Junior WRC, la Fiat Punto S1600.  

## Groupe A
Le Groupe A fait partie du règlement de la FIA et a été créé en 1982 en remplacement de l'ancien Groupe 2. C'est une catégorie destinée à la compétition de voitures de tourisme de grande production modifiées.
Les voitures inscrites dans le Groupe A sont des voitures plus ou moins modifiées par rapport aux modèle de série, lesquelles doivent être produites à un minimum de 2.500 exemplaires par an pour que les versions compétitions puissent être homologuées par la FIA. Pour pouvoir modifier les voitures, les constructeurs doivent faire homologuer chaque nouvelle pièce par la FIA, avant de pouvoir les utiliser en course. 
Elles sont réparties en quatre classes de cylindrées :
- A5 : jusqu'à 1 400 cm3
- A6 : de 1 400 à 1 600 cm3
- A7 : de 1 600 à 2 000 cm3
- A8 : plus de 2 000 cm3

Nota : les moteurs suralimentés par compresseur ou turbocompresseur se voient appliquer un coefficient multiplicateur de 1,7 (1,4 jusqu'en 1986) par rapport à leur cylindrée réelle.

## Fiat Punto S1600
La Fiat Punto S1600 a été homologuée en Groupe A S1600 sous le numéro A 5609 02/01 VK le 1er février 2000 en catégorie Kit-Car et sous le numéro A 5609 09/01 KS le 1er mars 2001 en catégorie S1600.
Cette catégorie de compétition n'engage pas d'écurie mais de jeunes pilotes.
La Fiat Punto S1600 a suivi les évolutions de la Fiat Punto de série, à savoir un restylage de la carrosserie en 2003. Elle cessera d'être fabriquée en fin d'année 2005. Elle sera remplacée par l'Abarth Grande Punto S2000 en 2006.

## Palmarès
Les jeunes pilotes utilisant la Fiat Punto S1600 couraient dans la catégorie Junior WRC.
- Saison 2000 : 1re participation en Espagne,
- Saison 2001 : 2e place d'Andrea Dallavilla, 5e de Giandomenico Basso et 13e, 15e & 16e places,
- Saison 2002 : 4e place de Giandomenico Basso, 9e place de Gianluigi Galli,
- Saison 2003 : 5e place de Mirco Baldacci, 9e de Marcos Ligato, 11e & 12e,
- Saison 2004 : 9e de Xavier Pons, 10e d'Alessandro Broccoli, 14e, 16e & 18e,
- Saison 2005 : 7e place de Mirco Baldacci et 10e de Luca Cecchinetti.